# Calpocalyx atlanticus
Calpocalyx atlanticus är en ärtväxtart som beskrevs av Villiers. Calpocalyx atlanticus ingår i släktet Calpocalyx och familjen ärtväxter. IUCN kategoriserar arten globalt som sårbar. Inga underarter finns listade i Catalogue of Life.